# The Shadow (datorspel)
The Shadow är ett TV-spel från 1994, utvecklat av Ocean Software, och baserat på filmen med samma namn.

## Banor
- Times Square
- Empire State Building
- Nöjesfält (inklusive spökhuset och en boxningsring)
- Museum
- Försvarsdepartementet
- Maritech Labs (motorcykel-bana)
- Chinatown
- Hotel Monolith (slutstrid mot Khan, precis som i slutet av filmen)

## Fiender
- Maskerade typer
- Busar med jackor eller kepsar
- Utklädda säkerhetsvakter
- Sjömän
- Personer med maskingevär (vissa av dem flintskalliga)
- Mongolkrigare (två sorter: visa bär rustning, andra förlitar sig på musklerna)
- Puckelryggade vetenskapsmän
- Kampsportare

### Fotnoter
1. ↑  ”The Shadow” (på engelska). Gamefaqs. http://www.gamefaqs.com/snes/917309-the-shadow. Läst 17 maj 2014.